# Ješa (mošav)
Ješa (hebrejsky יֵשַׁע, doslova „Spása“, v oficiálním přepisu do angličtiny Yesha) je vesnice typu mošav v Izraeli, v Jižním distriktu, v Oblastní radě Eškol.

## Geografie
Leží v nadmořské výšce 117 metrů na severozápadním okraji pouště Negev; v oblasti která byla od 2. poloviny 20. století intenzivně zúrodňována a zavlažována a ztratila charakter pouštní krajiny. Jde o zemědělsky obdělávaný pás přiléhající k pásmu Gazy a navazující na pobřežní nížinu. Jižně od vesnice ovšem ostře začíná zcela aridní oblast pouštního typu zvaná Cholot Chaluca.
Obec se nachází 18 kilometrů od břehu Středozemního moře, cca 97 kilometrů jihojihozápadně od centra Tel Avivu, cca 98 kilometrů jihozápadně od historického jádra Jeruzalému a 36 kilometrů západně od města Beerševa. Ješu obývají Židé, přičemž osídlení v tomto regionu je etnicky převážně židovské. 6 kilometrů severozápadním směrem ale začíná pásmo Gazy s početnou arabskou (palestinskou) populací.
Ješa je na dopravní síť napojena pomocí lokální silnice 2310, která na severu ústí do lokální silnice 232 a na východě do lokální silnice 222.

## Dějiny
Ješa byla založena v roce 1957. Je součástí kompaktního bloku zemědělských vesnic, do kterého spadají obce Ami'oz, Cochar, Ješa, Mivtachim, Ohad, Sde Nican, Talmej Elijahu. Zakladateli vesnice byli Židé z Egypta. K nim se postupně přidali někteří další rolníci. První osadníci patřili do vlny egyptských židovských přistěhovalců do Izraele, které z jejich domovů vypudily represe následující po Suezské krizi roku 1956. V roce 1982 osada přijala další obyvatele z řad izraelských osadníků evakuovaných v důsledku podpisu egyptsko-izraelské mírové smlouvy z osad na Sinaji.
V obci fungují sportovní areály a obchod se smíšeným zbožím. Dále synagoga a zdravotní středisko. Místní ekonomika je založena na zemědělství (pěstování zeleniny a květin), kterým se tu zabývá ale jen 25 rodin. Zbytek populace podniká nebo za prací dojíždí mimo obec.
Jméno vesnice je odvozeno od biblického citátu z Knihy žalmů 20,7: „Nyníť jsme poznali, že Hospodin zachoval svého pomazaného, a že jej vyslyšel s nebe svatého svého; nebo v jeho přesilné pravici jest spasení“

## Demografie
Obyvatelstvo mošavu je sekulární. Podle údajů z roku 2014 tvořili naprostou většinu obyvatel v Ješa Židé (včetně statistické kategorie "ostatní", která zahrnuje nearabské obyvatele židovského původu ale bez formální příslušnosti k židovskému náboženství).
Jde o menší obec vesnického typu s dlouhodobě rostoucí populací. K 31. prosinci 2014 zde žilo 369 lidí. Během roku 2014 populace stoupla o 7,0 %.
| Rok            | 1961 | 1972 | 1983 | 1995 | 2001 | 2003 | 2004 | 2005 | 2006 | 2007 | 2008 | 2009 | 2010 | 2011 | 2012 | 2013 | 2014 |
| -------------- | ---- | ---- | ---- | ---- | ---- | ---- | ---- | ---- | ---- | ---- | ---- | ---- | ---- | ---- | ---- | ---- | ---- |
| Počet obyvatel | 145  | 159  | 217  | 267  | 146  | 155  | 155  | 181  | 207  | 216  | 219  | 304  | 319  | 343  | 342  | 345  | 369  |